# الفن، گلدرلند
الفن، گلدرلند (به هلندی: Alphen, Gelderland) یک روستا در هلند است که در West Maas en Waal واقع شده‌است.

## خصوصیات
الفن c نفر جمعیت دارد.